# Випадкова подія
Випадкова подія — подія, яка при заданих умовах може як відбутися, так і не відбутися, при чому, існує визначена ймовірність p (0 ≤ p ≤ 1) того, що вона відбудеться при заданих умовах. 

## Приклади випадкових подій
- поява «герба» при підкиданні монети;
- виграш по даному лотерейному білету;
- збіг дати народження у двох навмання вибраних людей з певного міста;
- завтра буде хороша погода.

## Математичне означення
Випадкова подія є підмножиною простору елементарних подій. Кожна випадкова подія є наслідком великої кількості випадкових причин, які врахувати немає можливості, оскільки число їх дуже велике і закони їхні невідомі. 
Випадкова подія — це підмножина простору елементарних подій, що є відповідними прообразами певних висловлювань про результат стохастичного експерименту. Інакше кажучи, подія — це результат випробування.

## Позначення подій
Події позначаються великими латинськими буквами {\displaystyle A,B,C,...}. або однією латинською буквою з індексом: {\displaystyle A_{1},A_{2},...,A_{n}}. 
Зміст події подають у фігурних дужках. Наприклад: {\displaystyle A_{2}=}{\displaystyle \{}настав ранок{\displaystyle \}}.

## Приклади та формули визначення ймовірності подій
Наприклад, підкидають гральний кубик (однорідний кубик правильної форми). Маємо шість подій попарно несумісних, однаково можливі. У такому разі вважають, що для здійснення кожної події існує один шанс із шести. Наприклад, імовірність того, що на підкинутому гральному кубику випаде 5 очок, дорівнює {\displaystyle {\frac {1}{6}}}.
Те, що випадкова подія має деяку ймовірність проявляється в поведінці її частоти: якщо вказані умови повторити {\displaystyle n} раз, а подія {\displaystyle A} відбудеться при цьому {\displaystyle k_{n}(A)} раз, то частота {\displaystyle \nu _{n}(A)={\frac {k_{n}(A)}{n}}} реалізації події {\displaystyle A} при великих {\displaystyle n} стає близькою до {\displaystyle p}.
Подія може вважатися випадковою лише коли вона може повторитись довільну кількість разів. Якщо в n випробуваннях подія А відбувається m разів, то дріб {\displaystyle {\frac {m}{n}}} визначає відносну частоту появи події А. Число, біля якого коливається відносна частота події, виражає ймовірність цієї події; її позначають буквою Р (від англійського слова probability — імовірність). {\displaystyle P{\bigl (}A{\bigr )}={\frac {m}{n}}}.

## Види подій
Всі випадкові події, які ми спостерігаємо в результаті випробування, поділяються на: достовірні, неможливі та суто випадкові.
Достовірною (або вірогідною) називають таку подію, що за визначених умов відбудеться обов’язково. Ймовірність достовірної події дорівнює 1.
Неможливою  називають таку подію, що обов’язково не відбудеться. Ймовірність неможливої події дорівнює 0.
Зворотні твердження є хибними у нескінченних моделях. Наприклад, ймовірність того, що випадково обрана точка відрізку виявиться точно серединою цього відрізку, є нульовою, але ця подія не є теоретично неможливою.
Взагалі кажучи, сказати апріорі достеменно про суто випадкову подію, чи відбудеться вона, чи не відбудеться, не можна. Ймовірність суто випадкової події (як і кожної випадкової) {\displaystyle A} є не меншою за 0 та не більшою за 1:
{\displaystyle 0\leqslant P(A)\leqslant 1},
проте в скінченних моделях ці нерівності для суто випадкових подій є строгими:
{\displaystyle 0<P(A)<1}.
Неможлива та достовірна події — окремі випадки випадкової події, відмінні від суто випадкової.

## Формат запису
Події є підмножинами деякого простору елементарних подій Ω, тому вони часто записуються в формі предикатів, що включають випадкові величини. Наприклад, якщо X — це дійсна випадкова величина визначена на просторі Ω, подія
{\displaystyle \{\omega |u<X(\omega )\leq v\}\,}
може бути записана більш просто, так:
{\displaystyle u<X\leq v\,.}
Цей запис звичніший для формул з ймовірністю, наприклад:
{\displaystyle P(u<X\leq v)=F(v)-F(u)\,.}

## Алгебра подій

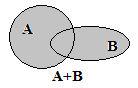
Сума двох подій А і В

Нехай є дві події А і В. Якщо з того, що настала подія А слідує, що настане подія В, то подія A є частинним випадком події B, тобто
A {\displaystyle \subset } B.
Якщо B{\displaystyle \subset } A і A{\displaystyle \subset }B , тоді ці події називають рівними.
Операції над подіями:
1. Сумою двох подій А і В називається подія А+В, яка полягає в появі хоча б однієї з них.
2. Добутком двох подій А і В називається подія А{\displaystyle \cdot }В, яка полягає в одночасній появі цих подій.Добуток двох подій А і В

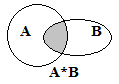
Добуток двох подій А і В

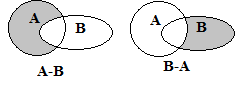
Різниця двох подій А і В

3. Різниця двох подій А і ВРізницею двох подій А і В називається подія А-В (А/В), яка полягає в появі події А і не появі події В.
4. Протилежною до події А називається подія {\displaystyle {\bar {A}}}, яка полягає в ненастанні події А.

## Термінологія для деяких відношень подій
Декілька подій можуть бути між собою сумісними або несумісними.
Рівноможливими називають такі події, якщо немає 
підстави припускати, що поява одних можлива, поява інших неможлива.
Дві або кілька подій називають спільними, якщо поява однієї з них не виключає можливості появи іншої (інших подій).
Єдиноможливими називають такі події, якщо в результаті проведеного випробування повинна виникнути хоча б одна з них.
Протилежними називають дві події, які є одночасно єдиноможливими та несумісними.
Більш можливими (або більш імовірними) вважаються такі події, які в результаті проведених випробувань виникають частіше.

## Події в ймовірнісних просторах
Визначення будь-якої підмножини вибіркового простору як події, працює добре, коли є скінченне число результатів, і створює проблеми коли вибірковий просторі нескінченний. Для багатьох стандартних розподілів ймовірності, таких як нормальний розподіл, вибірковий простір — це множина дійсних чисел або вся множина дійсних чисел. Спроби визначити ймовірності всіх підмножин множини дійсних чисел, стикаються з труднощами при розгляді тих наборів, що «погано себе поводять», наприклад, з невимірними. Отже, треба розглядати обмежену сім'ю підмножин.

## Приклади задач на знаходження ймовірності
Задача 1. Знайти ймовірність того, що вибране випадковим чином двозначне число ділиться на: а) 3; б) 5.
Розв'язання. Випробування полягає в тому, що вибирається випадковим чином двозначне число. Наслідком такого випробування є одне з чисел від 10 до 99. Оскільки таких чисел 90, то n = 90.
а) Нехай подія А = {вибране двозначне число ділиться на 3}. Оскільки кожне третє з 90 двозначних чисел ділиться на 3, то сприятливими для події А є 30 наслідків, тобто m = 30. Тоді за формулою {\displaystyle P{\bigl (}A{\bigr )}={\frac {m}{n}}} імовірність події {\displaystyle P{\bigl (}A{\bigr )}={\frac {30}{90}}={\frac {1}{3}}} .
б) Нехай подія В = {вибране двозначне число ділиться на 5}. Загальна кількість наслідків випробування, як і в попередньому випадку, n = 90. Визначимо кількість чисел, які діляться на 5. Очевидно, що таких чисел буде m = 18 (кожне п'яте число ділиться на 5). Отже, {\displaystyle P{\bigl (}A{\bigr )}={\frac {18}{90}}={\frac {1}{5}}} .
Задача 2. Монету підкидають три рази. Знайти ймовірності того що: а) A — герб випаде 1 раз. A — герб випаде 1 раз; {\displaystyle \Omega =\{}г, г,г; г, г,ц; г, ц,г; ц, г,г; г, ц,ц; ц, г,ц; ц, ц,г; ц, ц,ц{\displaystyle \}}, n=8, m=3, P(A)={\displaystyle {\frac {3}{8}}}.
б) B — ні разу не випаде цифра. n=8, m=1, P(B)={\displaystyle {\frac {1}{8}}}.
в) C — герб випаде більше раз ніж цифра. C — герб випаде 2 або 3 рази. P(C)={\displaystyle {\frac {4}{8}}={\frac {1}{2}}}.